# Dan Crawford
|  | No s'ha de confondre amb Joe Crawford. |

Dan Crawford (nascut el 23 de novembre de 1953 a Chicago, Illinois) és un àrbitre professional de bàsquet de l'NBA des de la temporada 1984-85. Al començament de la temporada 2006-07 de l'NBA, els seus partits arbitrats eren 1.425 de temporada regular, 191 de playoffs i 18 de les Finals de l'NBA. També va arbitrar els All-Star Game de 1994 i 2001. Vesteix el dorsal 43.
El 1976 es va graduar a la Universitat de Northeastern Illinois i posteriorment va treballar com a àrbitre en partits d'institut durant de 12 anys a Illinois, vuit anys a la Missouri Valley Conference de l'NCAA i a la Chicagoland Collegiate Athletic Conference de la NAIA, i quatre a la Continental Basketball Association.